# Юнайтед (фильм)
«Юна́йтед» (англ. United) — спортивная драма 2011 года, основанная на реальных событиях, произошедших 6 февраля 1958 года, когда в Мюнхене, в страшной авиакатастрофе погибли 8 футболистов «Манчестер Юнайтед», так называемых «малышей Басби», самых молодых спортсменов, сумевших победить в Футбольной лиге Англии. Картина расскажет о мужестве обычных людей, сумевших объединиться и, несмотря на трагедию, восстановить команду.

## Сюжет
Действие фильма начинается в 1956 году, когда главный тренер «Манчестер Юнайтед» Мэтт Басби и его ассистент Джимми Мерфи дают шанс юному талантливому игроку резерва Бобби Чарльтону сыграть в основе со знаменитыми «малышами Басби» — группой молодых игроков, которые смогли выиграть Футбольную лигу Англии. Бобби оправдывает себя и попадает в основной состав. Далее Басби пытается добиться разрешения у Футбольной ассоциации Англии и её главы Алана Хардекера сыграть в новом европейском футбольном турнире. Хардекер неохотно соглашается, при условии, что изменения в календаре игр Лиги для «Манчестер Юнайтед» сделаны не будут. Команда успешно играет как дома, так и за рубежом. Однако, авиакатастрофа в Мюнхене, где погибает почти весь основной состав и часть тренерского штаба, рушит все надежды и перспективы. Выживший в трагедии Бобби Чарльтон тяжело переживает потерю товарищей по команде, что побуждает его закончить с футболом, а главный тренер был сильно ранен и какое-то время ему предстоит провести в больнице. Несмотря на эти трудности и угрозу закрытия самого клуба, Джимми Мерфи находит силы собрать новую команду, вернуть туда Чарльтона и дойти с ней до финала Кубка Англии.

## В ролях
| Актёр                | Роль            |
| -------------------- | --------------- |
| Дэвид Теннант        | Джимми Мерфи    |
| Дугрей Скотт         | Мэтт Басби      |
| Джек О’Коннелл       | Бобби Чарльтон  |
| Сэм Клафлин          | Дункан Эдвардс  |
| Филипп Хилл-Пирсон   | Эдди Колман     |
| Томас Хоус           | Марк Джонс      |
| Броган Уэст          | Дэвид Пегг      |
| Бен Пил              | Гарри Грегг     |
| Джеймс Дэвид Джулиан | Деннис Вайоллет |
| Нил Даджен           | Алан Хардекер   |
| Кейт Эшфилд          | Алма Джордж     |
| Дин Эндрюс           | Берт Уолли      |
| Мелани Хилл          | Сисси Чарльтон  |